# Joby Talbot
Joby Talbot (Wimbledon, 25 d'agost de 1971) és un compositor anglès. Ha escrit per a una àmplia varietat de propòsits i, per tant, una àmplia gamma d'estils, incloent-hi música de concert instrumental i vocal, música de cinema i televisió, arranjaments de pop i treballs per a la dansa. Per tant, és conegut per públics dispars per a obres ben diferents.
Les composicions més destacades inclouen les obres corals a cappella The Wishing Tree (2002) i Path of Miracles (2005); obres orquestrals Sneaker Wave (2004), Tide Harmonic (2009), Worlds, Stars, Systems, Infinity (2012) i Meniscus (2012); el tema i la partitura de la popular sèrie de comèdia de la BBC Two The League of Gentlemen (1999–2002); les pel·lícules mudes de The Lodger (1999) i The Dying Swan (2002) per al British Film Institute; partitures de la pel·lícula The Hitchhiker's Guide to the Galaxy (2005), Son of Rambow (2007) i Penelope (2008).
Els treballs per a la dansa inclouen Chroma (2006), Genus (2007), Fool's Paradise (2007), Chamber Symphony (2012), Alice's Adventures in Wonderland (2011, revifada el 2012 i 2013) i The Winter's Tale (2014), els dos últims són partitures de ballet narratives completes encarregades per The Royal Ballet i el Ballet Nacional del Canadà.
Talbot va estrenar la seva primera òpera el gener de 2015 amb la Dallas Opera, una obra en un acte titulada Everest amb un llibret de Gene Scheer, que segueix els tres escaladors que participen en el desastre de l'Everest wl 1996.